# Pentaclethra
Pentaclethra là một chi thực vật có hoa trong họ Đậu.